# TŽV Gredelj
TŽV Gredelj (Tvornica željezničkih vozila Gredelj d.o.o.) je hrvaški proizvajalec lokomotiv, vagonov, tramvajev in druge železniške opreme. Sedež podjetja je v Zagrebu. Začetki podjetja segajo v leto 1894, ko so začeli popravljati parne lokomotive Madžarskih železnic. Leta 1911 so delavnico povečali, leta 1954 so začeli s proizvodnjo vagonov, kasneje leta 1968 pa so zgradili novo tovarno za proizvodnjo lokomotiv. Leta 2012 je družba objavila bankrot, vendar tovarna še vedno obratuje.